# Barbara Bogołębska
Barbara Stanisława Bogołębska (ur. 13 listopada 1948 w Łodzi) – polska literaturoznawczyni, dr hab. nauk humanistycznych, profesor nadzwyczajny Państwowej Wyższej Szkoły Zawodowej we Włocławku, Ośrodka Badawczego Myśli Chrześcijańskiej Uniwersytetu Łódzkiego i Katedry Dziennikarstwa i Komunikacji Społecznej Wydziału Filologicznego Uniwersytetu Łódzkiego.

## Życiorys
W 1971 ukończyła studia z zakresu filologii polskiej na Uniwersytecie Łódzkim. 1 listopada 1981 obroniła pracę doktorską, 27 października 1997 habilitowała się na podstawie pracy zatytułowanej Tradycje retoryczne w stylistyce polskiej. Narodziny dyscypliny. 30 grudnia 2015 nadano jej tytuł profesora w zakresie nauk humanistycznych. Objęła funkcję profesora w Katedrze Literatury Romantyzmu, Dwudziestolecia Międzywojennego i Literatury Współczesnej na Wydziale Filologicznego Uniwersytetu Łódzkiego.
Została zatrudniona na stanowisku profesora nadzwyczajnego w Państwowej Wyższej Szkole Zawodowej we Włocławku, Ośrodku Badawczym Myśli Chrześcijańskiej na Uniwersytecie Łódzkim i w Katedrze Dziennikarstwa i Komunikacji Społecznej Wydziału Filologicznego Uniwersytetu Łódzkiego.
Wypromowała 14 doktorów,170 magistrów i 127 licencjatów. Była promotorem doktoratu honoris causa ks. Adama Bonieckiego. Opublikowała łącznie 200 prac, w tym monografie autorskie i zbiorowe.
Do czasu przejścia na emeryturę była kierownikiem Katedry Dziennikarstwa i Komunikacji Społecznej Wydziału Filologicznego Uniwersytetu Łódzkiego, a także Ośrodka Badawczego Myśli Chrześcijańskiej Uniwersytetu Łódzkiego.